# Batalla de Calumpit
La batalla de Calumpit (en filipino: Labanan sa Quingua), conocida alternativamente como las batallas de los ríos Bagbag y Pampanga, se libró del 25 al 27 de abril de 1899 en Calumpit, Bulacan, durante la guerra entre Filipinas y Estados Unidos. Teniendo lugar después de la batalla de Quingua, los combates alrededor de Calumpit vieron a las fuerzas estadounidenses bajo General Arthur MacArthur Jr. enfrentarse una vez más a la fuerza principal del general Antonio Luna, con quien se habían enfrentado durante la caída de Malolos el 31 de marzo de 1899.

## Trasfondo
A partir del 25 de marzo, los estadounidenses comenzaron su campaña para capturar Malolos, la capital filipina en ese momento, con la esperanza de que rompería la moral de las tropas filipinas. Esto se logró el 31 de marzo, en medio de la resistencia simbólica de unos 5000 filipinos. La capital ya había sido trasladada a San Isidro, Nueva Ecija, antes de la debacle, y la principal fuerza filipina, bajo el mando del general Antonio Luna, se había trasladado a la línea Calumpit-Apalit. MacArthur, mientras tanto, descansaba con sus tropas en Malolos para preparar el avance contra la Línea Calumpit-Apalit. Labatalla de Quingua, que ocurrió el 23 de abril, marcó el comienzo de una nueva ofensiva estadounidense. Fue uno de los flancos de la línea de defensa filipina.

## Batalla

### Río Bagbag
Calumpit, a sólo 8 kilómetros (5 mi) al norte de Malolos, fue el próximo objetivo estadounidense después de haber tomado Quingua. Luna, sin embargo, no estaba cerca de Calumpit porque se había embarcado en un viaje a Guagua para castigar al general Tomás Mascardo, el comandante militar de Pampanga, por dejar su puesto para inspeccionar tropas en Arayat, Pampanga. Se suponía que debía fortalecer la defensa de la Línea Calumpit-Apalit proporcionando refuerzos en el área cuando fuera necesario. Mascardo tenía alrededor de 21.000 hombres bajo su mando en ese momento. Luna se llevó la mayor parte de la caballería defensora y la artillería con él y el general Del Pilar se quedó para contrarrestar el avance de las tropas estadounidenses que carecían de su apoyo.
Emilio Aguinaldo había ordenado a Luna que quemara el puente del ferrocarril que cruzaba el río Bagbag, pero este último lo ignoró. Así, Del Pilar había cortado las vigas de hierro del puente del ferrocarril con el plan de hacer que el puente colapsara una vez que pasara el tren enemigo. Sin embargo, la sección del puente se derrumbó antes de que el tren con una ametralladora lo alcanzara.
Los cargadores chinos empujaron el tren a través del río mientras las tropas estadounidenses nadaban hacia la orilla opuesta, donde estaban ubicadas las trincheras filipinas. Otras tropas estaban reparando rápidamente el puente para permitir que sus vagones de suministros cruzaran el río. Cuando Luna regresó de Guagua, solo los filipinos del barrio de Santa Lucía resistían a los estadounidenses en el sector Bagbag. Luna intentó luchar y rechazar a los estadounidenses, pero finalmente se vio obligado a retirarse, destruyendo puentes mientras sus tropas retrocedían para frenar el avance estadounidense.

### Río Pampanga
El 27 de abril, el coronel (más tarde general) Frederick Funston ordenó a sus hombres que cruzaran el otro río en Calumpit, el ancho río Pampanga de 400 pies (121,9 m) de ancho, mediante el establecimiento de un ferry de cuerda que se utilizó para tirar balsas a través del río con cuerdas atadas. El puente había sido destruido por los soldados filipinos y el río era demasiado profundo para nadar. Con 120 soldados estadounidenses, Funston fue a un punto alejado del puente donde dos soldados nadaron con una cuerda hasta la orilla opuesta y ataron las cuerdas a una parte de la trinchera filipina, bajo un intenso fuego. Luego, la cuerda se unió a tres balsas cargadas con 50 hombres y se llevó a la orilla bajo el fuego enemigo. Funston estaba en la primera balsa en cruzar el río.
Luego, un grupo de soldados estadounidenses atacó el flanco izquierdo de las posiciones filipinas en formas cubiertas y trincheras. El resto de las tropas estadounidenses cruzaron el puente en fila india. Toda la carpintería y la mayor parte de los herrajes ya se habían retirado. Los 1st Nebraska Volunteers, actuando como reservas, expulsaron a las fuerzas filipinas en tres líneas de atrincheramientos. Por sus acciones en Calumpit, Funston ganó un ascenso y luego recibió la Medal of Honor.

## Resultado
Después de la batalla, la fuerza estadounidense descansó antes de continuar su avance contra Pampanga. El 4 de mayo tuvo lugar la Batalla de Santo Tomás, que resultó en otra victoria estadounidense. San Fernando cayó al control estadounidense el 8 de mayo, y San Isidro, Nueva Ecija, la capital después de Malolos, cayó el 16 de mayo..
En el lado estadounidense, tres ganaron la Medalla de Honor por su desempeño en la batalla. Fueron: el coronel (más tarde general) Frederick Funston, el soldado raso (más tarde el primer teniente) William B. Trembley y el soldado Edward White.
Las bajas, según informó Luna a Aguinaldo por telegrama, fueron 700 muertos en el lado estadounidense y 200 en el lado filipino. La historia oficial estadounidense, sin embargo, registró solo 22 muertos y 127 heridos en sus filas.